# Lampisang (Peukan Bada)
Lampisang is een bestuurslaag in het regentschap Aceh Besar van de provincie Atjeh, Indonesië. Lampisang telt 764 inwoners (volkstelling 2010).
In deze plaats stond de woning van Teukoe Oemar en zijn vrouw Tjoet Nja Dinh, die in de Atjeh-oorlog een grote rol speelden in de strijd met het KNIL. Tegenwoordig is hier het Museum Cut Nyak Dhien gevestigd in het rumoh Aceh, het Atjehse huis, een replica op de plaats van hun oorspronkelijke woning.

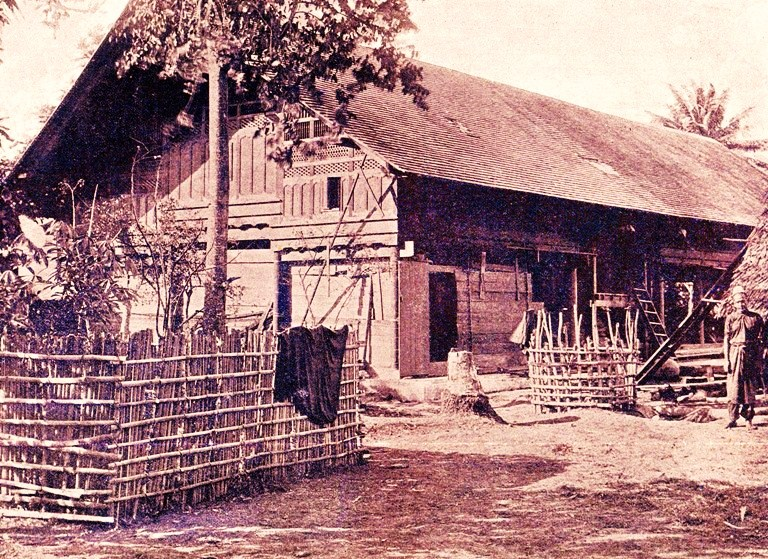
Huis van Teukoe Oemar en Tjoet Nja Dinh
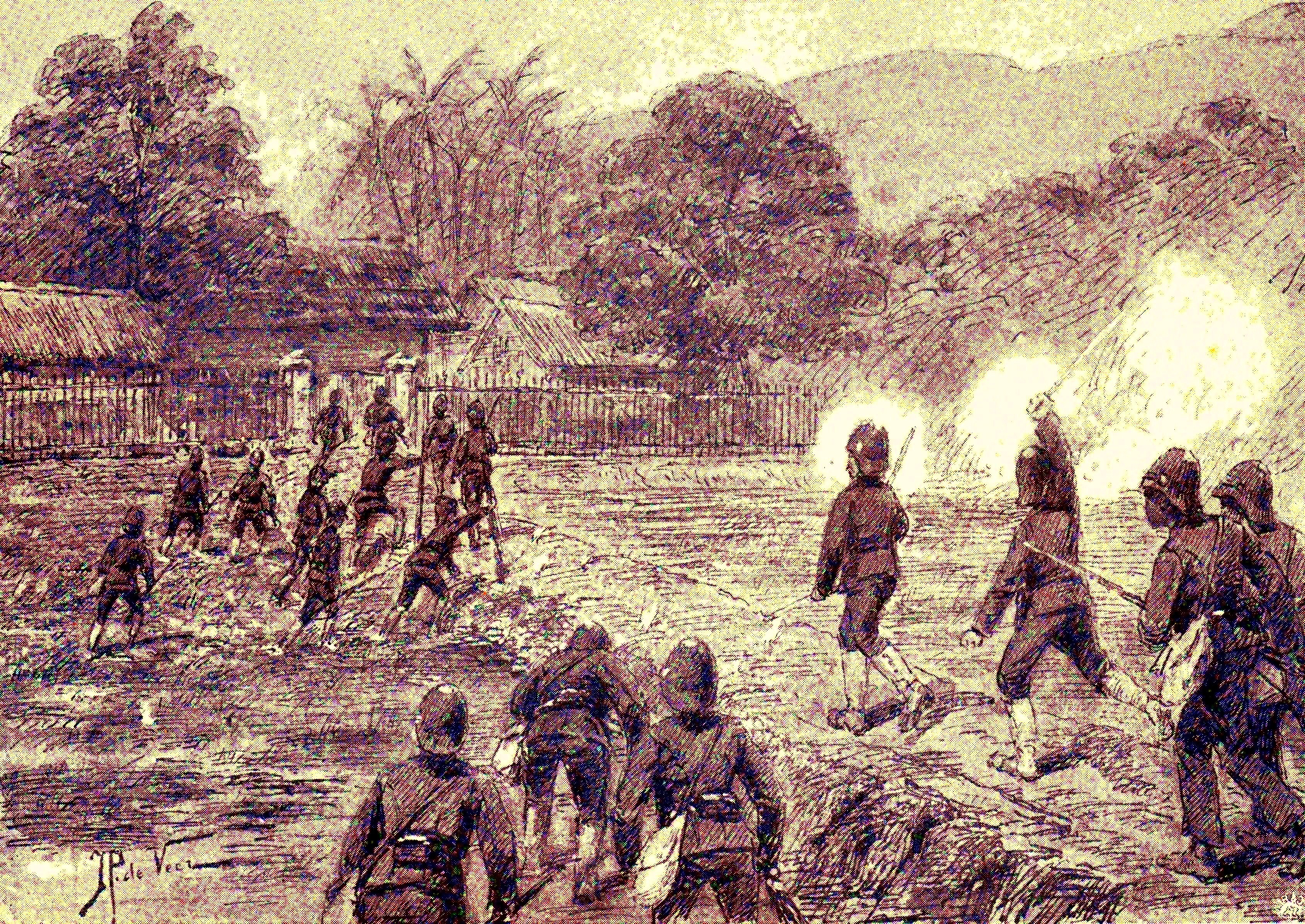
Inneming van het huis van Teukoe Oemar en Tjoet Nja Dinh